# Diplazium changjiangense
Diplazium changjiangense är en majbräkenväxtart som beskrevs av Z.R.He.
Diplazium changjiangense ingår i släktet Diplazium och familjen Athyriaceae. Inga underarter finns listade i Catalogue of Life.